# 1639
Cette page concerne l'année 1639  du calendrier grégorien.
L'année 1639 est une année commune qui commence un samedi.

## Événements

### Amérique
- 23 janvier : autodafé à Lima[1]. Sept judaïsants sont brûlés vifs, dont Francisco Maldonado da Silva[2].
- 24 janvier (14 janvier du calendrier julien) : le Connecticut adopte sa première constitution : les Fundamental orders[3].

- 11 février : Philippe de Lonvilliers de Poincy, lieutenant-général des îles d'Amériques, parti de France le 12 janvier, arrive à la Martinique. Il aborde à la Guadeloupe le 17 février, puis s’établit à Saint-Barthélemy[4]. De 1639 à 1660, il prend possession d'une partie de Saint-Martin, de Sainte-Croix et la Tortue[5].
- 1er août : arrivée des Ursulines au Québec. La même année, elles enseignent aux jeunes filles dans leur maison à la Basse-Ville de Québec[6]. Arrivée le même jour des Hospitalières venues fonder un hôpital[7].

- Soulèvement d'esclaves à Saint-Christophe. Les nègres marrons qui vivaient cachés dans les bois en harcelant les colons, sont anéantis par une troupe de cinq cents hommes : « Ils furent écartelez et leurs membres exposez sur des pieux afin de donner de la terreur aux autres nègres et de les empêcher de se rendre marrons »[8].

### Asie
- 2 mai : les Hollandais contrôlent Trincomalée à Ceylan[9].
- 12 mai : transfert de la capitale de l’Empire moghol d’Āgrā à Delhi (Shahjahanabad)[10].
- 17 mai : le traité de Qasr-i-Chirin ou de Zuhab met fin à la troisième guerre entre l'Empire ottoman et la Perse séfévide, confirmant à la Turquie Bagdad et Tabriz. Les Séfévides récupèrent la région d'Erevan[11].
- 4 août : dernier édit de fermeture du Japon (Sakoku) interdisant le commerce occidental, à l’exception de celui des Hollandais[12] (1641). Les Chinois peuvent envoyer deux navires par an. Les Portugais sont expulsés de Deshima, îlot artificiel dans le port de Nagasaki, soupçonnés d’avoir fomenté la rébellion de Shimabara. Le Japon se ferme à l’Occident jusqu'en 1853.
- 22 août : la ville de Madras, sur la côte de Coromandel en Inde, est fondée par l'Anglais Francis Day[13].

- Août : partie de Iakoutsk, une expédition menée par le Cosaque Ivan Moskvitine atteint l'océan Pacifique par la rivière Okhota[14].
- 19 septembre : la paix  entre la Perse et l'empire ottoman est ratifiée à Constantinople[15].
- 30 septembre : la flotte hollandaise, qui fait le blocus de Goa depuis 1636, entre dans le port et incendie trois vaisseaux de guerre portugais après un âpre combat[16].

- Mongolie : le tulku Zanabazar (Bogdo Gegen) et ses réincarnations siègent à Ourga (Örgöö, aujourd’hui Oulan-Bator) de 1639 à 1924[17].

### Europe
- 1er février : Baner passe l'Elbe et envahit la Saxe[18].
- 14 février : Bernard de Saxe-Weimar, après avoir pris Morteau et Pontarlier fin janvier, s'empare du fort de Joux ; il ravage la Franche-Comté puis retourne en Alsace en juin[19].
- 18 février : l'amiral Maarten Tromp bat une flotte espagnole devant Dunkerque[20], mais ne parvient pas à l’empêcher de convoyer des troupes vers La Corogne[21].
- 20 février : les Espagnols prennent Le Cateau-Cambrésis mais se retirent sur Le Quesnoy à l'arrivée du maréchal de Chaulnes le 1er mars[22]
- 12 avril : Création du célèbre Miserere d'Allegri

- 14 avril : victoire du général suédois Baner à la bataille de Chemnitz sur la Saxe. Il envahit la Bohême, la Moravie et la Silésie[18].
- 18 avril : Thomas de Savoie assiège Turin ; le Piémont se soulève contre la régente Christine de France[19].

- 4 juin, Première guerres des évêques en Écosse. Le comte de Holland, commandant en chef de l'armée anglaise, doit reculer devant les covenanters à Kelso[23]. Début des guerres des Trois Royaumes.
- 7 juin : Feuquières est battu par Piccolomini devant Thionville[18].
- 18 juin : pacification de Berwick entre Charles Ier d'Angleterre et les covenanters révoltés[24].

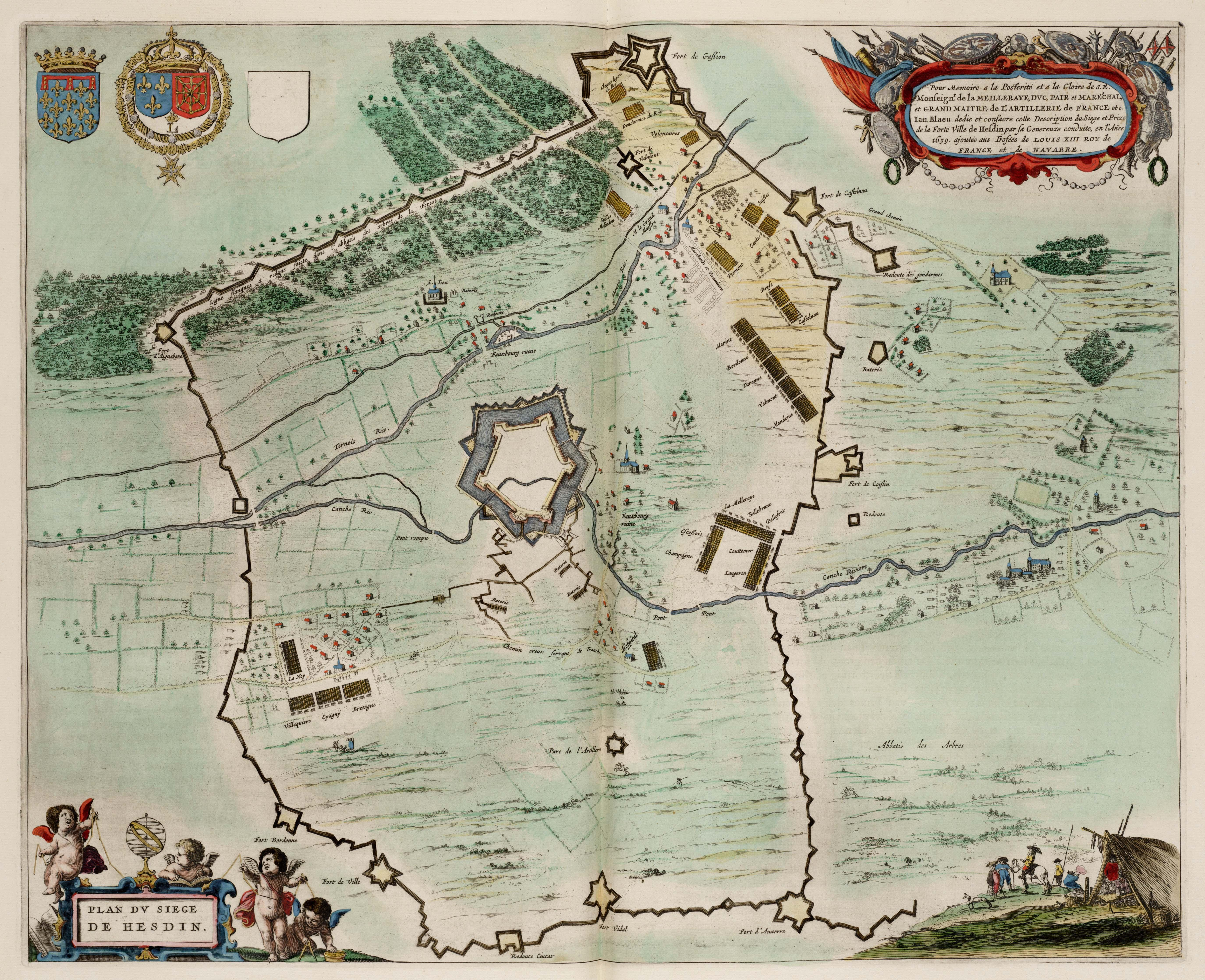
29 juin : siège d'Hesdin.

- 29 juin : La Meilleraye prend Hesdin en présence du roi de France[19].
- 19 juillet : Condé prend Salses, clé du Roussillon[25].

- 19 septembre : début du siège de Salses par les Espagnols (fin le 6 janvier 1640)[25].
- 21 septembre : le lord deputy Thomas Wentworth, rappelé de son gouvernement d’Irlande, est à Londres[26]. Il est nommé premier conseiller du Roi, chargé de résoudre la crise avec les covenanters.

- 9 octobre : traité de Brisach. La France achète l'armée de Bernard de Saxe-Weimar avec Brisach et ses autres conquêtes[18].
- 21 octobre : Bataille des Dunes. Victoire des Hollandais de l’amiral Maarten Tromp sur la flotte espagnole commandée par l’amiral Oquendo au large de Douvres[27]. Les Pays-Bas espagnols sont isolés.
- 4 novembre : le comte d’Harcourt, qui a remplacé La Valette en Piémont, pend Chieri[19].
- 20 novembre : Combat de La Route (La Rotta), en Piémont, près de Carmagnole. Fait d’armes du comte d’Harcourt qui repousse les Espagnols de Thomas de Savoie et de Leganez[19].

- 28 décembre : Longueville, harcelé par Mercy passe le Rhin entre Bacharach et Oberwesel avec l'armée weimarienne et prend ses quartiers d'hiver dans le Wetterau[18].

- Mauvaises récoltes en Europe (1639-1644)[28].

## Naissances en 1639
- 5 janvier : baptême de Dom Pérignon, bénédictin, père du Champagne († 24 septembre 1715).
- 19 janvier : Jean La Placette, théologien protestant français († 25 avril 1718).
- 8 mai : Baciccio, peintre baroque italien († 2 avril 1709).
- 16 mai : Giovanni Andrea Carlone, peintre italien († 4 avril 1697).
- 28 août; Bartolomeo Bettera, peintre italien († ?).
- 23 octobre Robert Ware historien et faussaire britannique († 16 avril 1697).
- 5 décembre : Johann Christoph Pezel, musicien silésien († 13 octobre 1694).
- 22 décembre : Jean Racine, dramaturge et poète français († 21 avril 1699).
- Date précise inconnue:
  - Sébastien Le Balp, notaire et chef des bonnets rouges († 2 septembre 1675).
  - Caspar Netscher, peintre néerlandais († 15 janvier 1684).

## Décès en 1639
- 14 janvier : Sophie de Brunswick-Lunebourg, membre de la Maison de Brunswick-Lunebourg, margravine de Brandebourg-Ansbach et de Brandebourg-Kulmbach et duchesse de Krnov (° 30 octobre 1563).
- 23 janvier : Francisco Maldonado De Silva, médecin-chirurgien péruvien converti au judaïsme (° 1592).
- 27 janvier : Fabrizio Verospi, cardinal italien (° 1571).
- 2 février : Hachisuka Iemasa, daimyo de la fin de l'époque Azuchi Momoyama au début de l'époque d'Edo (° 1558).
- 25 février : Roelandt Savery, peintre flamand (° 1576).
- 1er mars : Ólafur Egilsson, pasteur luthérien islandais (° 1564).
- 12 mars : Domenico Ginnasi, cardinal italien (° 19 juin 1551).
- 2 avril : Ōkubo Tadataka, guerrier japonais des époques Sengoku et Edo (° 1560).
- 6 avril : Berlinghiero Gessi, cardinal italien (° 28 octobre 1563).
- 11 avril : Filippo I Colonna, noble italien (° 1578).
- 21 avril : Pierre-Léonard Roncas, seigneur de La Salle et Morgex, Baron de Châtel-Argent et seigneur de Saint-Pierre et de Cly (° 1562).
- 20 mai : Nicolas Guillain, sculpteur français[29] (° 1550).
- 21 mai : Tommaso Campanella, frère dominicain et philosophe italien (° 5 septembre 1568).
- 22 mai : Conrad Dieterich, théologien protestant allemand (° 9 janvier 1575).
- 1er juin : Melchior Franck, compositeur allemand (° vers 1579).
- 4 juin : Floris II van Pallandt, mécène et collectionneur d'œuvres d'art néerlandais (° 23 janvier 1577).
- 6 juin : Peter Crüger, mathématicien, astronome et poète de langue allemande (° 1580).
- 12 juin : Thomas Erskine, 1er comte de Kellie, pair écossais (° 1566).
- 1er juillet : Francesco Buzomi, prêtre jésuite italien (° février 1576).
- 3 juillet : Antoine de Waele, pasteur protestant et théologien calviniste hollandais (° 3 octobre 1573).
- 4 juillet : Étienne Binet, prêtre jésuite et écrivain français (° 15 octobre 1569).
- 18 juillet : Bernard de Saxe-Weimar, général allemand, qui se rendit célèbre pendant la guerre de Trente Ans[18] (° 16 août 1604).
- 22 juillet :
  - Pierre Cornulier, religieux et prélat français (° 1575).
  - Rutilio Manetti, peintre italien de l'école siennoise (° 1er janvier 1571).
- 4 août : Juan Ruiz de Alarcón, dramaturge mexicain d'ascendance espagnole (° 2 octobre 1581).
- 20 août :
  - Jacob Bidermann, prêtre jésuite, poète, dramaturge et professeur de théologie allemand (° 1578).
  - Martin Opitz, poète et dramaturge allemand (° 3 décembre 1597).
- 31 août : Desiderio Scaglia, cardinal italien (° 1567).
- 1er septembre : Shinagawa Takahisa, samouraï du début de l'époque d'Edo, au service du clan Tokugawa (° 1576).
- 6 septembre : Agostino Galamini, cardinal italien (° 1553).
- 20 septembre : Thomas Edmondes, ambassadeur et négociateur anglais en France (° 1563).
- 27 septembre : Louis de Nogaret de La Valette d'Épernon, militaire et homme d'Église français (° 8 février 1593).
- 28 octobre : Stefano Landi, compositeur italien (° 26 février 1587).
- 4 novembre : Thomas Finch, 2e comte de Winchilsea et homme politique anglais (° 13 juin 1578).
- 11 novembre : Pierre de Besse, prêtre français (° 1567).
- ? décembre : Henry Wotton, diplomate anglais (° 30 mars 1568).

- Date précise inconnue :
  - Bernardino Capitelli, peintre baroque et graveur italien (° 1589).
  - Ottavio Costa, banquier et mécène génois (° 22 août 1554).
  - Chen Jiru, peintre et écrivain chinois (° 1558).

- 1638 ou 1639 :
- Richard Nicholson, musicien anglais, premier « professeur de musique Heather » à l'université d'Oxford (° 26 septembre 1563).